# كريستن جنسن
كريستن جنسن (بالإنجليزية: Christen Jensen)‏ هو عالم سياسة أمريكي، ولد في 1881، وتوفي في 1961.